# Charlotte Landrieux
Pour les articles homonymes, voir Landrieux.
Charlotte Landrieux (née le 22 janvier 1994 à Épernay) est une footballeuse française. Elle joue actuellement dans le club du FF Yzeure.

## Carrière

### Débuts en amateur
Landrieux commence très tôt à jouer au football. En 2001, elle intègre le Football Club Ferton, équipe de la ville de Fère-Champenoise où elle n'y reste qu'une saison avant de rejoindre le Football Club de la Côte des Blancs où elle joue pendant cinq saisons. Elle fait ensuite trois saisons au Sport Athlétique Sézannais, une équipe masculine où elle est capitaine et joue au plus haut niveau régional de la catégorie.

### Professionnel
La jeune joueuse arrive en 2010 au Football Club Féminin Hénin-Beaumont. Elle joue pour la première fois sous les couleurs vertes et blanches le 5 septembre 2010 où elle remplace Marie Schepers en fin de match contre Juvisy, premier match de la saison. Elle joue son premier match comme titulaire le 17 octobre contre Montpellier. À partir de ce moment, elle commence à apparaître plus souvent sur le terrain, jouant dix-huit matchs lors de sa première saison.
Elle parvient à se faire sélectionner pour jouer le 13 septembre 2010, son premier match avec l'équipe de France des moins de dix-sept ans, contre le Pays de Galles où elle est titularisée par Francisco Rubio, dans un match de qualification pour les championnats d'Europe où l'équipe de France ira jusqu'en finale, chutant en finale contre l'Espagne. Landrieux, sélectionnée pourtant pour jouer cette compétition, n'apparaîtra jamais.
Le 20 novembre 2011, elle joue en tant que titulaire, son premier match amical avec l'équipe de France des moins de dix-neuf ans, contre les Pays-Bas.

## Palmarès
- Finaliste du Championnat d'Europe de football féminin des moins de 17 ans 2011